# Alessandro Birindelli
Alessandro Birindelli (Pisa, Provincia de Pisa, Italia, 12 de noviembre de 1974) es un futbolista italiano. Jugaba de lateral y actualmente se encuentra retirado, siendo famoso por su paso por la Juventus FC entre 1997 y 2008.

## Biografía

### Comienzos
Nacido en la ciudad de Pisa, el segundo de dos hijos, Birindelli comenzó a jugar para un club local de su ciudad llamado San Frediano. Desde niño fue fan de la Juventus FC, y en especial de los futbolistas Michel Platini y Paolo Maldini. Pronto entró en la academia de reservas del Empoli FC, comenzando a jugar como volante derecho antes de ser retrasado a la defensa.

### Juventus FC
En 1997, después de 150 partidos con el Empoli, Birindelli fichó por la Juventus dirigida por aquel entonces por Marcello Lippi y donde jugaban jugadores de la talla de Zinedine Zidane, Alessandro Del Piero, Filippo Inzaghi o Edgar Davids.
Hizo su debut en agosto de 1997 en un partido contra el US Lecce, esa misma temporada ganó la Supercopa de Italia y el Scudetto con la Juventus, aunque ese año, la Juventus fue derrotada por el Real Madrid en la final de la UEFA Champions League.
Birindelli añadió dos Scudettos más a su palmarés en las temporadas 2001-02 y 2002-03, además de otras dos Supercopas. De nuevo formó parte de la Juventus que fue derrotada en 2003 por el AC Milan en la final de la Champions League. En 2005, Birindelli sufrió una grave lesión en un partido con el SL Benfica, perdiéndose toda la temporada 2005-06.
Con el descenso de la Juventus en verano de 2006, Birindelli permaneció en el club, donde la Juventus logró ascender a pesar de partir con 30 puntos de desventaja, esa temporada, Birindelli fue el vicecapitán del equipo. Con la llegada de Claudio Ranieri al banquillo bianconero, Birindelli dijo adiós a la Juventus en mayo de 2008 tras 11 años en el club de Turín.

### Últimos equipos
En julio de 2008, Birindelli firmó un contrato con el AC Pisa, el club de su ciudad natal. Pero con el descenso del Pisa a la Serie C, Birindelli se desvinculó del club.
En agosto de 2009, Birindelli firmó un contrato de dos años con el AS Pescina, aunque en junio de 2010 se volvió a encontrar sin equipo cuando el club desapareció debido a las deudas que arrastraba.

### Tras el retiro
En julio de 2010, Birindelli se retiró del fútbol profesional para convertirse en el asistente de Dario Bonetti, entrenador de la Selección de fútbol de Zambia, cargo que abandonó en febrero de 2011.

## Selección de Italia
Antes de debutar con la selección absoluta de Italia, Birindelli había jugado en la sub-17 y en la sub-23, disputando diversos campeonatos.
Su debut llegó en noviembre de 2002, bajo la dirección de Giovanni Trapattoni en un amistoso frente a Turquía, en total jugó 6 veces con la Squadra Azzurra, el último en 2004 contra Irlanda.

## Clubes
| Club        | País   | Año       |
| ----------- | ------ | --------- |
| Empoli FC   | Italia | 1992-1997 |
| Juventus FC | Italia | 1997-2008 |
| Pisa Calcio | Italia | 2008-2009 |
| AS Pescina  | Italia | 2009-2010 |

## Palmarés

### Campeonatos nacionales
| Título              | Club        | País   | Año     |
| ------------------- | ----------- | ------ | ------- |
| Supercopa de Italia | Juventus FC | Italia | 1996-97 |
| Serie A             | Juventus FC | Italia | 1997-98 |
| Supercopa de Italia | Juventus FC | Italia | 2002-03 |
| Serie A             | Juventus FC | Italia | 2002-03 |
| Supercopa de Italia | Juventus FC | Italia | 2003-04 |
| Serie B             | Juventus FC | Italia | 2006-07 |

Con la Juventus también ganó las ligas italianas de 2004-05 y 2005-06, pero el primero de ellos quedó desierto, y el segundo se otorgó al Inter de Milán, tras el juicio por manipulación de partidos en Italia.